# Torrent de la Bassella (Riells del Fai)
El Torrent de la Bassella, en alguns mapes Torrent Fondo, és un torrent que discorre pels termes de Sant Feliu de Codines i de Bigues i Riells, al Vallès Oriental, dins del territori del poble de Riells del Fai.
Es forma a prop i al nord de l'extrem de llevant de la urbanització del Racó del Bosc per la unió del torrent del Villar, que prové de ponent, i de la riera de Vallbona. Des d'aquest lloc davalla de primer cap al nord-est, tot fent revolts, fins que arriba al nord del Xalet Blau, on torç cap a llevant, passa a prop i a migdia de Can Casanoves i Can Rector i s'aboca en el Tenes a migdia del Molí de Regassol i a ponent de Can Mas. Els seus primers 300 metres de recorregut fa de termenal entre Bigues i Riells,al sud, i Sant Feliu de Codines, al nord.

## Etimologia
Joan Coromines estableix l'origen de Bassella en un derivat de bassa (per tant, es tractaria d'un topònim romànic medieval o modern), però no hi descarta la intervenció d'un baes- o bes- (lloc muntanyós) preromànic.